# 基斯托普·史柏查
基斯托普·史柏查（英語：Christoph Spycher，1978年3月30日—），是一名瑞士足球运动员，司职後衛，目前效力德甲球队法蘭克福。
2004年6月，他曾到格拉斯哥流浪進行試訓。
2007-08賽季，他在法蘭克福擔任副隊長。2009年7月，他被晉升為球隊正隊長。

## 連結
- Christoph Spycher at eintracht-archiv.de（页面存档备份，存于）